# Meistera kinabaluensis
Meistera kinabaluensis là một loài thực vật có hoa trong họ Gừng. Loài này được Rosemary Margaret Smith mô tả khoa học đầu tiên năm 1987 dưới danh pháp Amomum kinabaluense. Năm 2018, Jana Leong-Škorničková và Mark Newman chuyển nó sang chi Meistera mới được phục hồi.

## Phân bố
Loài này có trong khu vực Sabah trên đảo Borneo.